# Löhningen
Löhningen är en ort och kommun i kantonen Schaffhausen, Schweiz. Kommunen hade 1 624 invånare (2023).